# Bränna
Denna artikel beskriver Bränna i Melleruds kommun, för Bränna i Överkalix kommun, se Överkalix. För Bränna i Krokoms kommun, se Bränna, Krokoms kommun.
Bränna är en ort i Skålleruds socken i Melleruds kommun. Fram till 2010 var Bränna en tätort, men på grund av minskad befolkning förlorade Bränna sin tätortsstatus. Området var före 2015 avgränsat till en småort för att därefter räknas som en del i tätorten Åsensbruk. Bränna ligger norr om Skållerud och Skålleruds kyrka.

## Befolkningsutveckling
| Befolkningsutvecklingen i Bränna 1960–2010                                                                                   | Befolkningsutvecklingen i Bränna 1960–2010 | Befolkningsutvecklingen i Bränna 1960–2010 | Befolkningsutvecklingen i Bränna 1960–2010 | Befolkningsutvecklingen i Bränna 1960–2010 |
| --- | ------------------------------------------ | ------------------------------------------ | ------------------------------------------ | ------------------------------------------ |
| |                                            |                                            |                                            |                                            |
| År |                                            |                                            | Folkmängd                                  | Areal (ha)                                 |
| 1960 | 1960                                       |                                            | 277                                        |                                            |
| 1965 | 1965                                       |                                            | 248                                        |                                            |
| 1970 | 1970                                       |                                            | 216                                        |                                            |
| 1975 | 1975                                       |                                            | 217                                        |                                            |
| 1990 | 1990                                       |                                            | 212                                        | 58                                         |
| 1995 | 1995                                       |                                            | 237                                        | 58                                         |
| 2000 | 2000                                       |                                            | 245                                        | 59                                         |
| 2005 | 2005                                       |                                            | 228                                        | 59                                         |
| 2010 | 2010                                       |                                            | 194                                        | 59**                                       |
| 2010 | 2010                                       |                                            | 56                                         | 12#                                        |
| Anm.: Upphörde som tätort 2010. Sammanväxte 2015 med Åsensbruk. ** Som upphörd tätort (mindre än 200 invånare) # Som småort. |                                            |                                            |                                            |                                            |